# Calamotropha virra
Calamotropha virra là một loài bướm đêm trong họ Crambidae.